# 1856 en musique
| \| • Retour à la chronologie générale de la musique populaire • \| |
| XXIe siècle • XXe siècle • XIXe siècle • XVIIIe siècle XVIIe siècle • XVIe siècle • XVe siècle • XIVe siècle XIIIe siècle • XIIe siècle • XIe siècle • Xe siècle IXe siècle • VIIIe siècle • Haut Moyen Âge • Rome • Grèce |
| • Retour à la chronologie générale de la musique populaire • |

| • Retour à la chronologie générale de la musique populaire • |

| Années de la musique populaire : 1853 - 1854 - 1855 - 1856 - 1857 - 1858 - 1859    |
| Décennies de la musique populaire : 1820 - 1830 - 1840 - 1850 - 1860 - 1870 - 1880 |

## Événements et œuvres
- 26 mai : inauguration du Casino lyrique de Saint-Étienne fermé en 1861.
- Suppression du Gymnase musical militaire rue Blanche à Paris, école de musique qui formait les musiciens et chefs de musiques militaires ; il est remplacé par six classes spéciales pour élèves militaires au Conservatoire de musique et de déclamation.
- Le peintre américain William Sidney Mount peint ''The Banjo Player (le joueur de banjo).

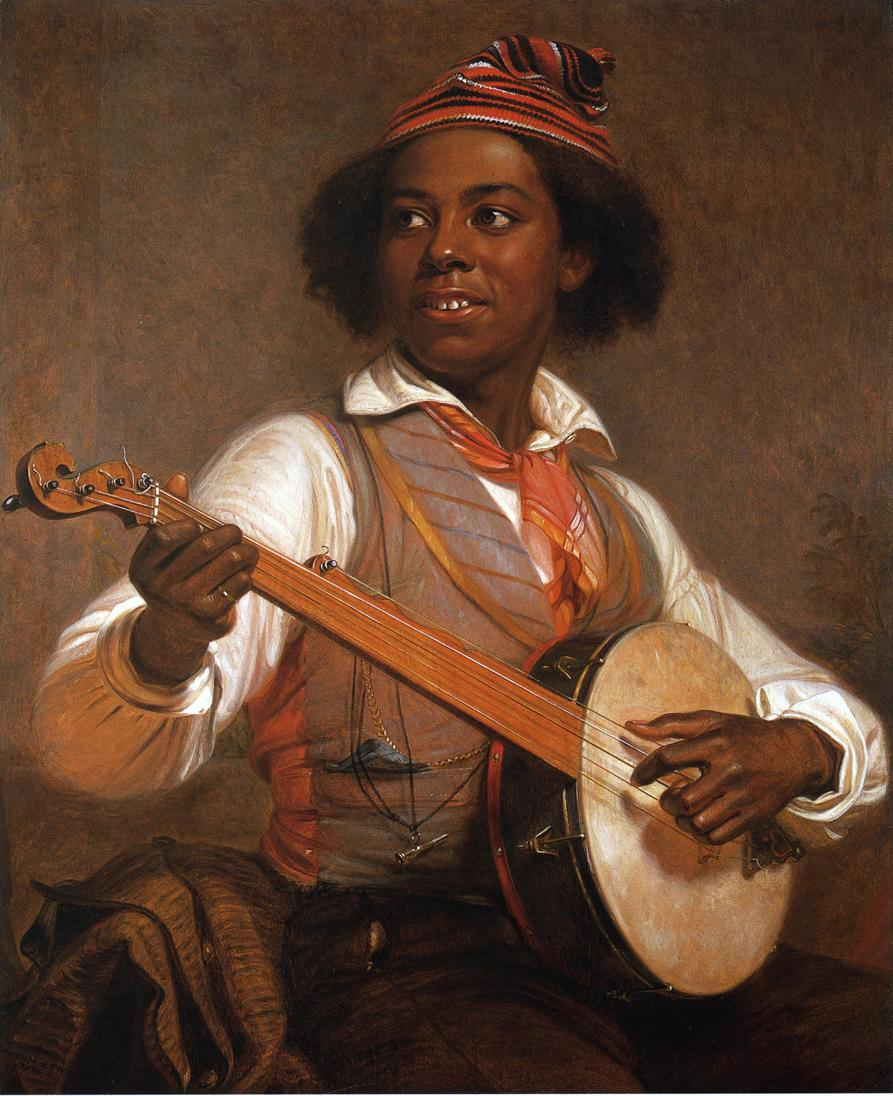
William Sidney Mount, The Banjo Player

- A bas la crinoline. Cri de guerre, chanson, paroles d'Ernest Bourget, musique d'Edmond Lhuillier.

## Publications
- Premier volume de La Muse plébeienne, recueil des chansons de Joseph Lavergne (4 volumes de 1856 à 1859)[1].

## Naissances
- 4 janvier : Maurice Mac-Nab, poète et chansonnier français († 25 décembre 1889).
- 9 janvier : Stevan Stojanović Mokranjac, chef d'orchestre et compositeur serbe, qui a fait les premières collectes de musique folklorique de son pays, mort en 1914.
- 15 janvier : Gustave Goublier, chef d'orchestre et compositeur français, mort en 1926.
- 11 février : Ernest Vaunel, chanteur et artiste de café-concert français, mort en 1921.
- 9 mars : Jean-Célestin Dervieux, forgeron et militant anarchiste français, auteur de nombreuses chansons libertaires, mort à une date inconnue.
- 16 mars : Léopold Gangloff, compositeur et chef d'orchestre français, auteur de près de six cents pièces chantées et pour piano (polkas, marches...) († 17 août 1892).
- 1er octobre : Félix Chaudoir, compositeur français, auteur de polkas, valses, quadrilles ainsi que des musiques de nombreuses chansons, mort en 1904.
- Date précise inconnue :
  - Léon Garnier, compositeur et parolier français, auteur de chansons, mort en 1905.

## Décès
- 24 avril : Charles Gille, goguettier, poète et chansonnier français, né en 1820.
- 1er juillet : Josef Wasserburger (de), mieux connu sous le nom de « Wirtsepperl z'Garching », joueur de cithare et chanteur populaire allemand de Bavière, né en 1788.
- Date précise inconnue :
  - El Planeta, gitan espagnol, le premier chanteur (cantaor) et auteur de flamenco connu, mort le 30 septembre ou vers 1856, né vers 1789.